# Herrieden
Herrieden é uma cidade da Alemanha, localizado no distrito Ansbach, no estado de Baviera.